# Buccinum glaciale
Buccinum glaciale är en snäckart som beskrevs av Carl von Linné 1761. Buccinum glaciale ingår i släktet Buccinum och familjen valthornssnäckor. Inga underarter finns listade i Catalogue of Life.

## Bildgalleri

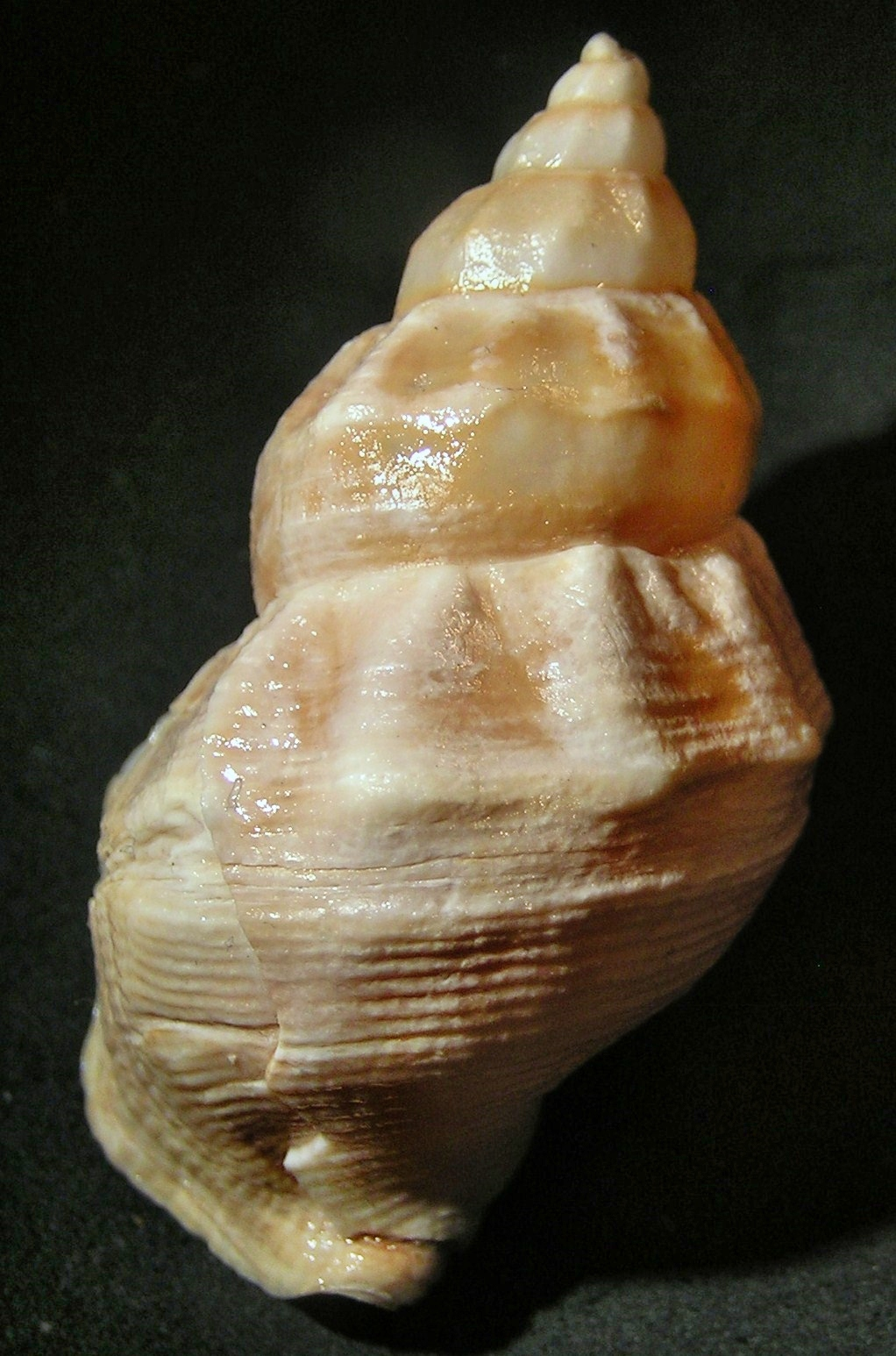